# Bezlyudivka
Bezlyudivka é uma aldeia do distrito de Kharkiv, região da Ucrânia. Localizado no rio Uda (bacia do Seversky Donets), diantando 3 km a partir de Carcóvia. Sua população soma 9.693 pessoas.
Dispõe de duas igrejas ortodoxas, três escolas, bibliotecas, hospitais, creches, três estádios, dentre outros aparatos públicos.